# Petreștii de Mijloc, Cluj
Petreștii de Mijloc (denumire veche Petridul de Mijloc; în maghiară Középpeterd) este un sat în comuna Petreștii de Jos din județul Cluj, Transilvania, România.
Pe Harta Iosefină a Transilvaniei din 1769-1773 (Sectio 109) satul Petreștii de Mijloc apare sub numele de Közép Peterd.

## Istoric
În vatra satului Petreștii de Mijloc, în punctul Costișata, s-a descoperit un topor plat de cupru din perioada eneolitică. 
Urme ale civilizației romane sunt atestate de unele descoperiri izolate: blocuri de piatră fasonate în zidul bisericii și un fier de plug roman găsit în Valea Mare.
Apare menționat pentru prima oară în 1407 ca Poss. Peterd Volachorum, iar apoi în 1483 ca Kezepesw Olah Petherd, etc.
Pe Harta Iosefină din 1769-1773, la cca 1 km sud-est de sat apare Vechea Mănăstire a Petridului (numită pe hartă “Monostor”).

## Demografie
De-a lungul timpului populația localității a evoluat astfel:

## Lăcașuri de cult
- Vechea Mănăstire a Petridului.
- Noua Mănăstire a Petridului, cu hramul „Schimbarea la Față” (înființată în 1998-2000). Mănăstire de călugări ortodocși, amplasată la 4 km sud de vechea mănăstire a Petridului.

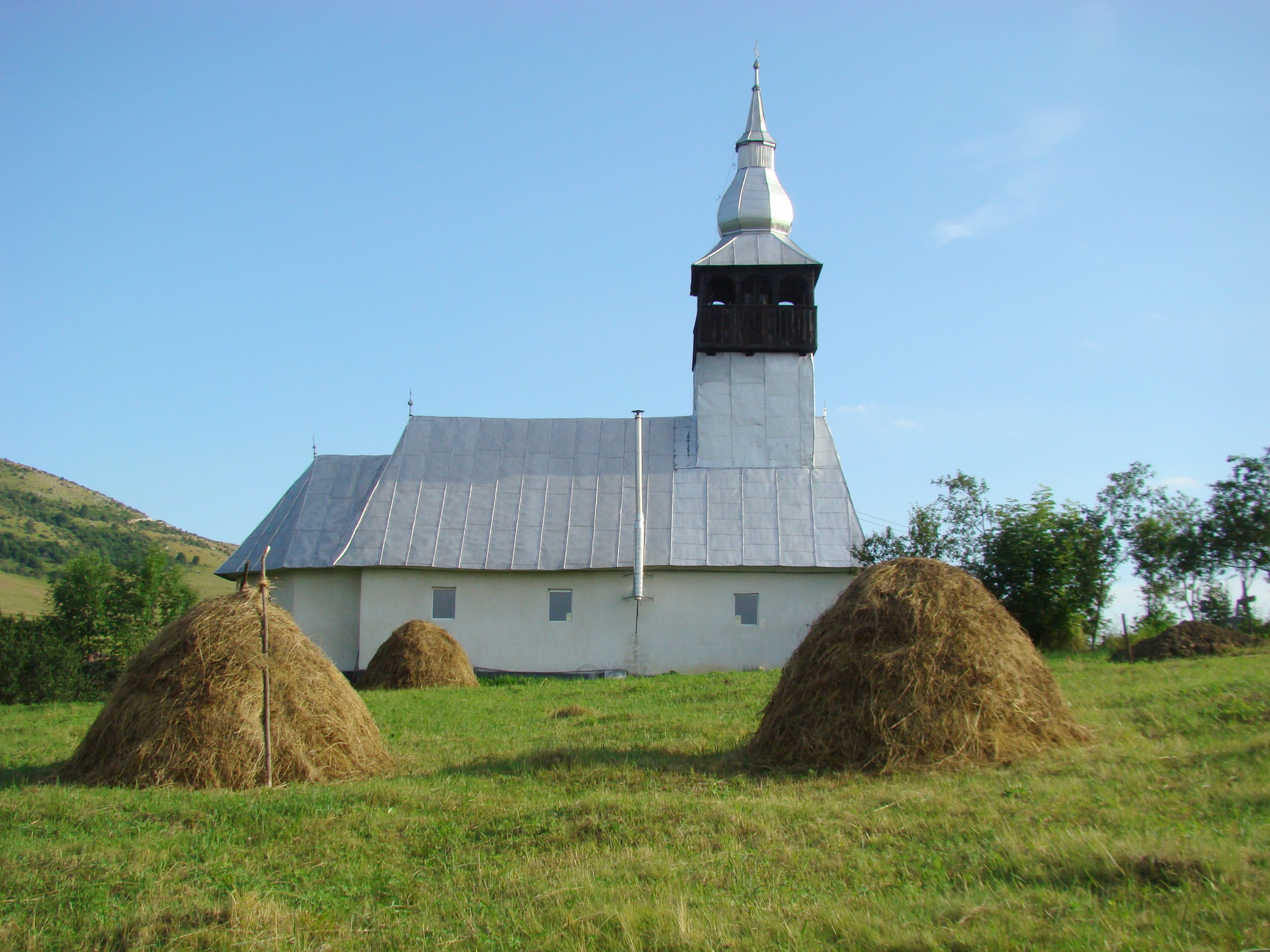
Biserica de lemn „Sfinții Arhangheli” din satul Petreștii de Mijloc

- Biserica românească de lemn.

## Personalități
- Ioan Gopu Bariț (31 mai 1785 - 1869), preot greco-catolic, participant al revoluției de la 1848
- Ioan Popu Barițiu (1789-1872), născut la Petridul de Mijloc (astăzi Petreștii de Mijloc) este tatăl lui Gheorghe Barițiu. A făcut studii la Blaj, Cluj și Arad, unde a fost hirotonit preot. În perioada 1809-1812 a funcționat ca preot la Jucu de Jos (jud. Cluj), după care s-a mutat în localitatea natală în care a servit ca preot încă 60 de ani. S-a stins din viață la vârsta de 84 de ani. Biserica din localitate a fost clădită în parte și prin cheltuiala sa. (Ioan Lupaș, "Cum se numea tatăl lui Gh. Barițiu?", Anuarul Institutului de Istorie Națională, Universitatea din CLUJ, 1921-1922, P. 401)
- George Barițiu
- Emil Popa (16 iunie 1871 - ?), preot greco-catolic

## Galerie de imagini

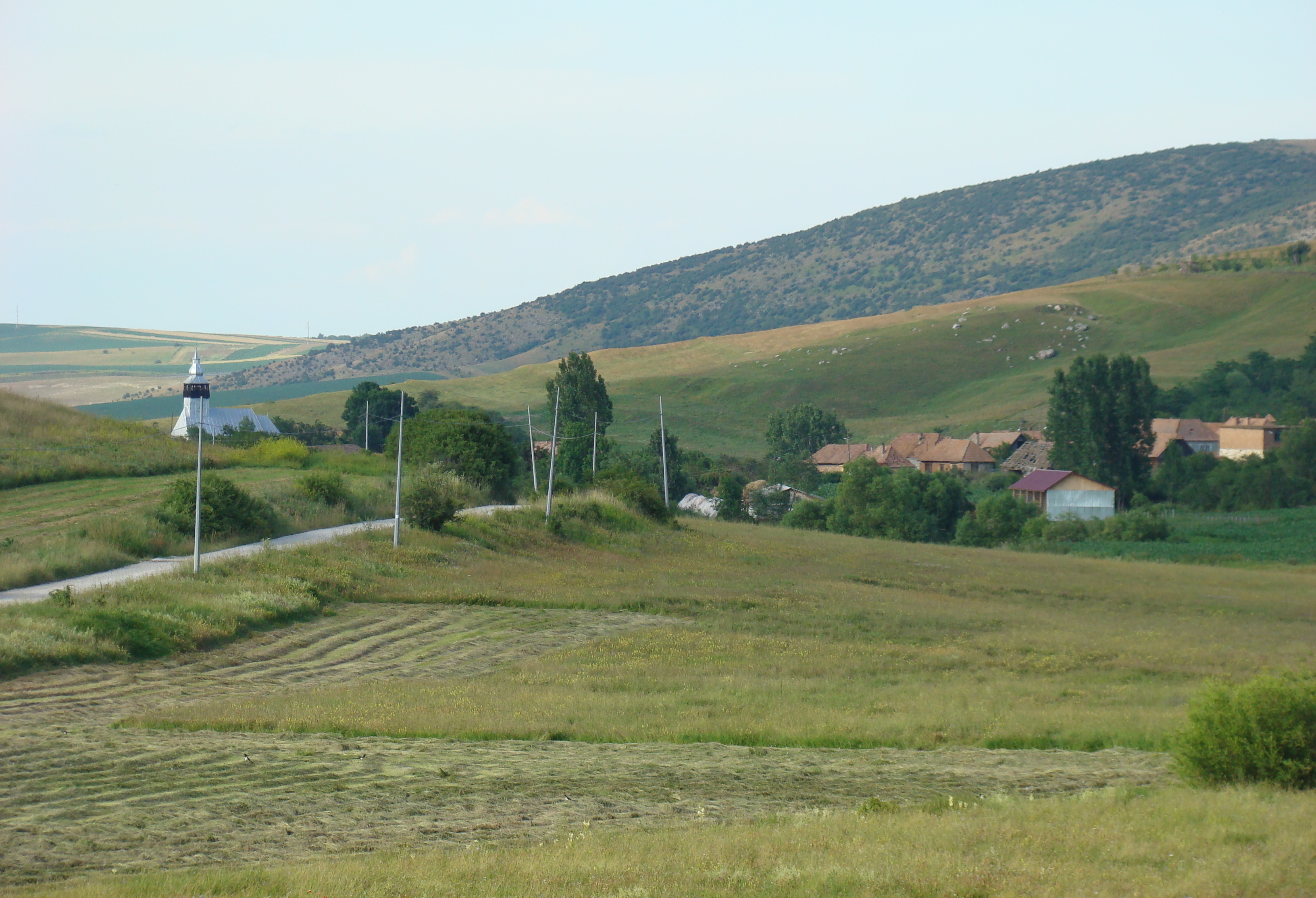
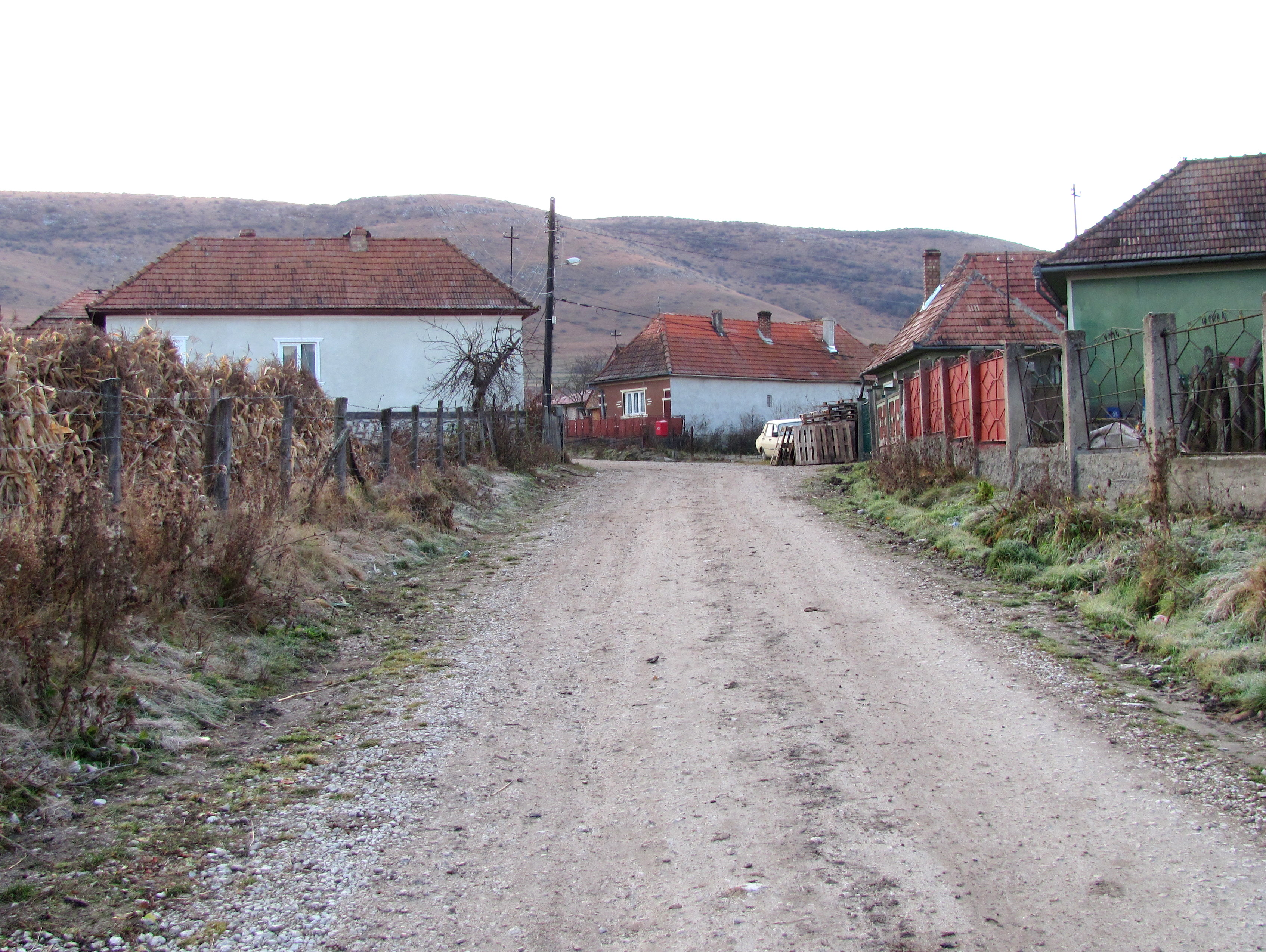
Petreștii de Mijloc
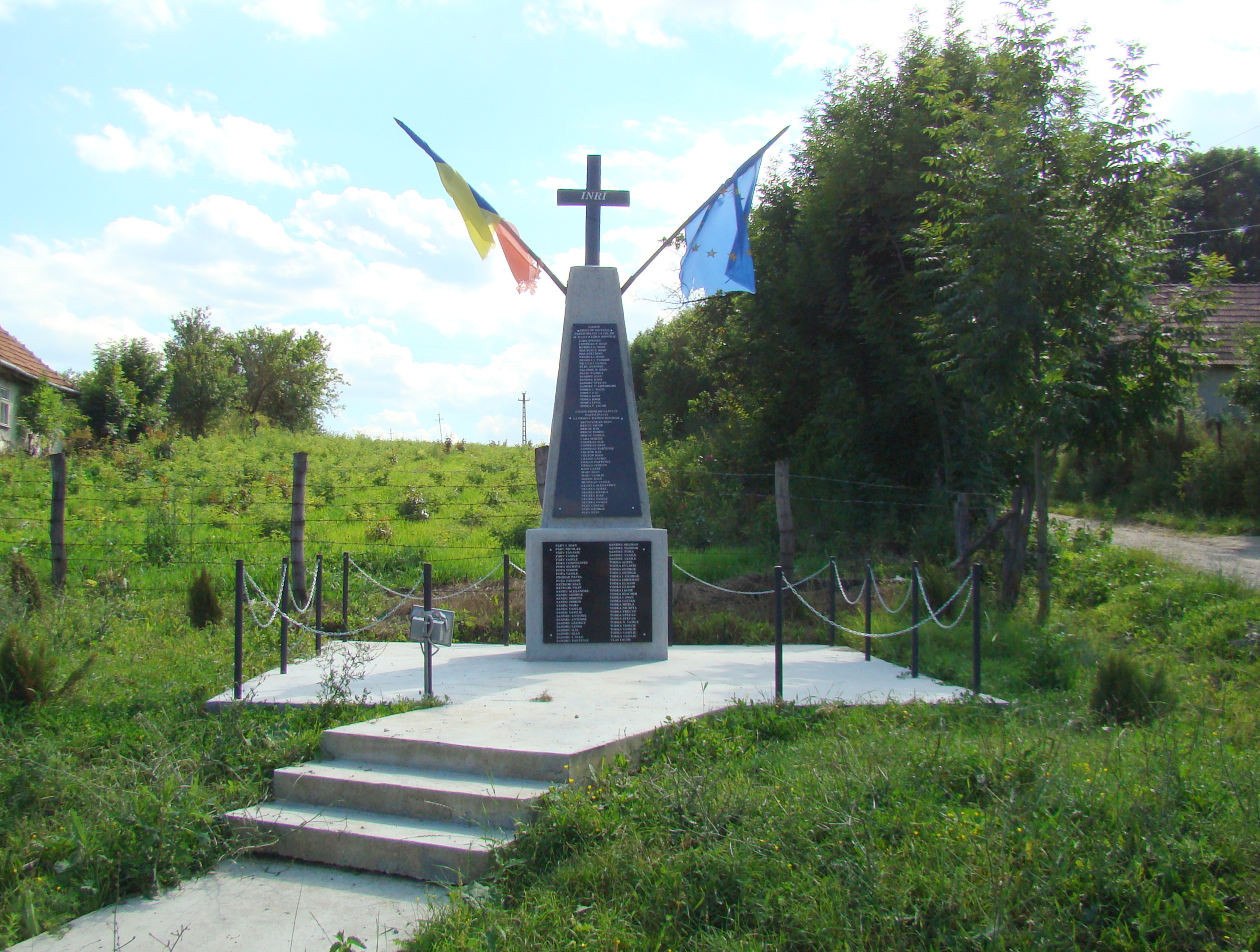
Monumentul Eroilor
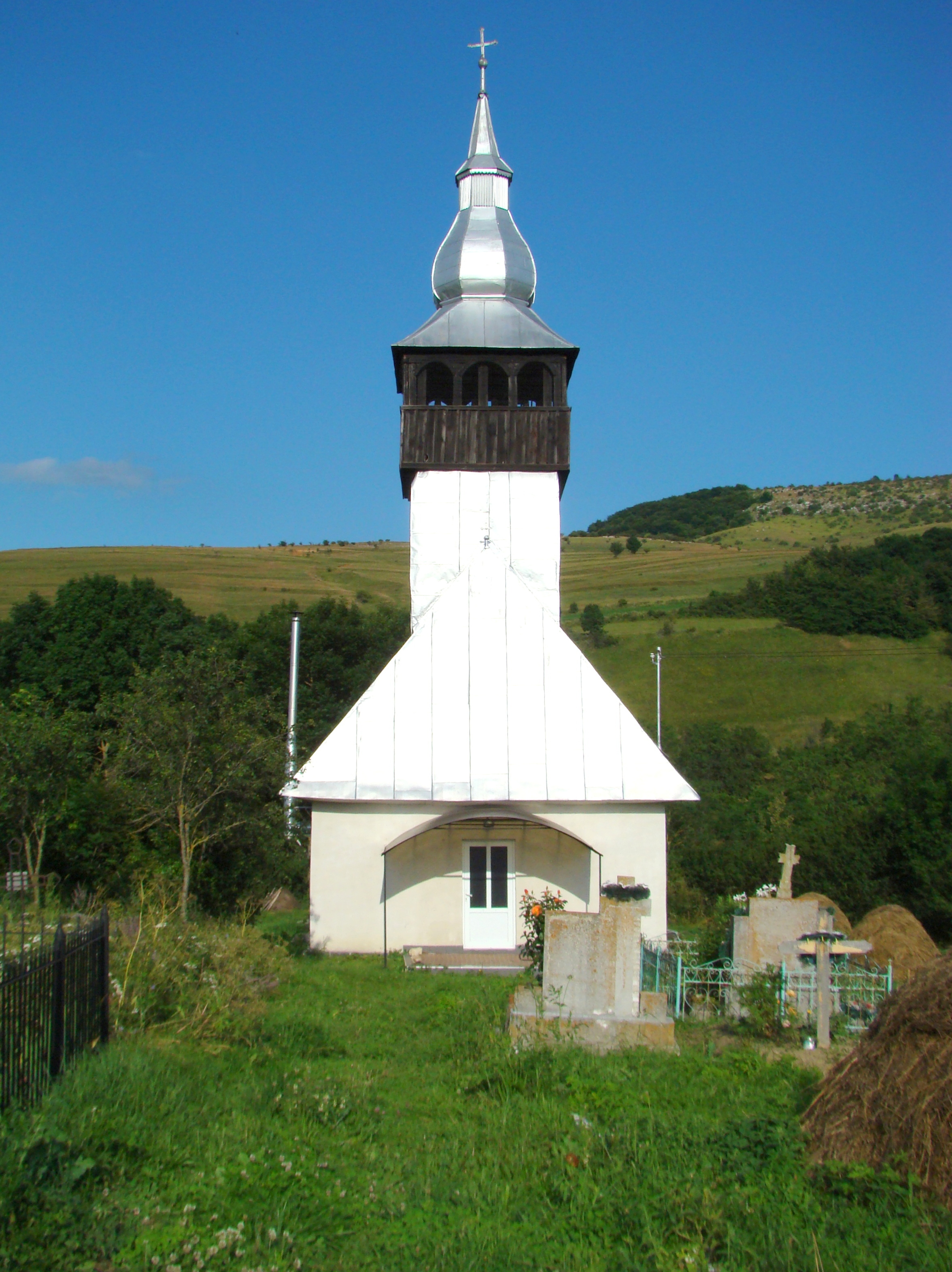
Biserica de lemn (1869)
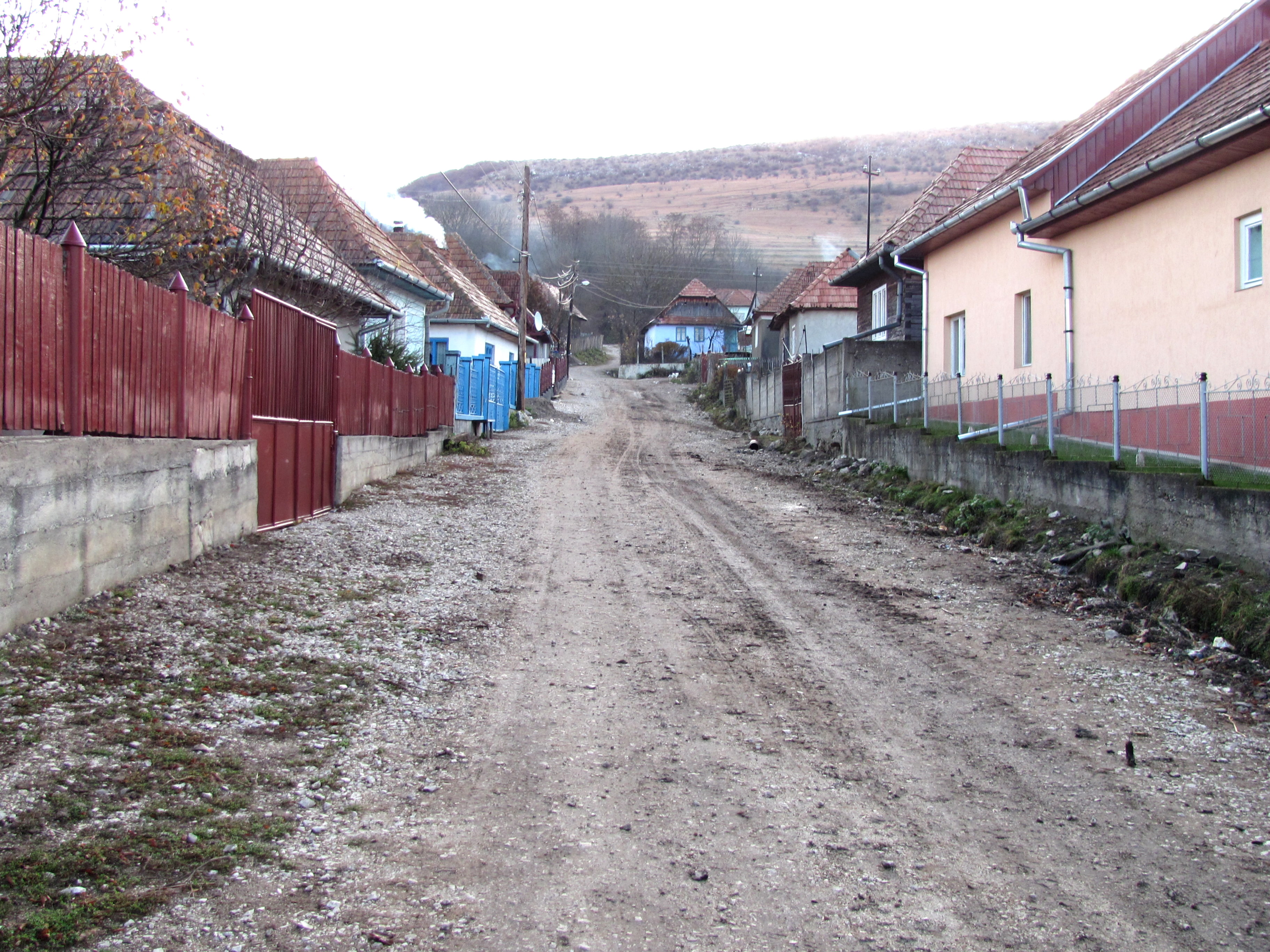
Petreștii de Mijloc